# Markgraafschap Istrië
Istrië was een eigen markgraafschap binnen het Oostenrijkse kroonland Küstenland. Istrië had een eigen bestuur, onder de regering van Küstenland

## Geschiedenis
Sinds 788 behoorde Istrië tot het Frankische Rijk. In 952 voegde keizer Otto I het gebied bij het hertogdom Beieren, maar al in 976 werd het als deel van het nieuwe hertogdom Karinthië weer van Beieren losgemaakt. In 1077 gaf koning Hendrik IV het markgraafschap Istrië aan het patriarchaat Aquileja, maar de patriarch wist het pas in 1209 in bezit te krijgen. In 1412/1430 verloor de patriarch het gebied aan de republiek Venetië.
Van het markgraafschap werd een graafschap Istrië afgesplitst. Dit graafschap kwam aan de graven van Görz uit het Huis der Meinhardijnen en van hen in 1374/81 aan Aartshertogdom Oostenrijk. In 1400 verwierf Oostenrijk de heerlijkheid Castua. Toen de graven van Görz in 1500 uitstierven, kwamen hun overige bezittingen ook aan Oostenrijk: het graafschap Mitterburg met de steden Mitterburg (Pisino), Biben (Pedena), Galignano, Berschetz en Lovrana. Het gebied ging deel uitmaken van Binnen-Oostenrijk
Toen de republiek Venetië in 1797 ten onder ging, kwam ook het Venetiaanse deel van Istrië aan Oostenrijk. Vervolgens was Istrië van 1809 tot 1815 deel van Frankrijk binnen de Illyrische Provincies. In 1816 ging het gebied deel uitmaken van het nieuw gevormde koninkrijk Illyrië. De voormalige grens tussen Oostenrijks Istrië en Venetiaans Istrië bleef tot 1866 van betekenis, omdat deze de grens vormde van de Duitse Bond. In 1849 werd het koninkrijk Illyrië opgeheven en ging Istrië deel uitmaken van het nieuwe kroonland Küstenland.

## Bevolking
- Kroaten: 168.184 = 43,5 %
- Italianen: 147.417 = 38,1 %
- Slovenen: 55.134 = 14,26 %
- Duitsers: 12.735 = 3,3 %

Dichtheid: 81,4 inwoners per km2 (1910)

## Religie
- rooms-katholiek 100.176 (99,16 %)
- Servisch-Orthodoxe Serven 1050
- Evangelisch 1493
- Joden 677

1867–1918

In de Rijksraad vertegenwoordigde koninkrijken en landen (Cisleithanië):
hertogdom Boekovina · koninkrijk Bohemen · koninkrijk Dalmatië · koninkrijk Galicië en Lodomerië · hertogdom Karinthië · hertogdom Krain · Küstenland (vorstelijk graafschap Görz en Gradisca, markgraafschap Istrië, vrije rijksstad Triëst) · markgraafschap Moravië · Neder-Oostenrijk · Opper-Oostenrijk · hertogdom Salzburg · Tsjechisch-Silezië · hertogdom Stiermarken · vorstelijk graafschap Tirol en land Vorarlberg

De landen van de Heilige Hongaarse Stefanskroon (Transleithanië):
Fiume met gebied · koninkrijk Hongarije · koninkrijk Kroatië en Slavonië . Militaire Grens (1867-1882)

Gemeenschappelijk bestuurd: condominium Bosnië en Herzegovina (1878-1918) . Novi Pazar met gebied (1878-1908) . Karpatische passengebied (1918) . bezette zone Tianjin (1901-1917)
Voor of in 1867 opgeheven

koninkrijk Illyrië (tot 1850) · vojvodschap Servië en Temesbanaat (tot 1860) · Koninkrijk Lombardije-Venetië (tot 1866) · grootvorstendom Zevenburgen (tot 1867)